# Carla Bolito
Carla Bolito (Moçambique, 22 de Junho de 1973), é uma atriz e narradora portuguesa. Recebeu o prémio de Melhor Interpretação Feminina no Festival de Cinema de Genebra em 1995.

## Carreira
Integrou o Círculo de Iniciação Teatral da Academia de Coimbra (CITAC). Cursou Formação de Actores no Instituto Franco-Português e Instituto de Ficção, Investigação e Criação Teatral (IFICT). Trabalhou como atriz residente no Teatro O Bando sob a direcção de João Brites, Raúl Atalaia e Horácio Manuel. Posteriormente trabalhou com Ana Nave; José Peixoto; Lúcia Sigalho; Paulo Claro e Jorge Silva Melo (Artistas Unidos). Encenou Areena, em parceria com Rafaela Santos, no Centro Cultural de Belém; Teatro-Fantasma, com Cláudio da Silva, no Espaço Negócio da Galeria Zé dos Bois e Transfer, de que é autora (Ed. 101 Noites; 1.ª Edição - Fevereiro de 2006).
Trabalhou em dança, tendo participado em coreografias de Olga Roriz e Clara Andermatt.

### Cinema
No cinema trabalhou com os realizadores Joaquim Sapinho (Corte de Cabelo), Ivo Ferreira (O Que Foi?), Eduardo Guedes (Falando de Anjos), Teresa Villaverde (Água e Sal), Fernando Vendrell (O Gotejar da Luz, Pele e 14 de Fevereiro a 1 de Abril), Solveig Nordlund (Amanhã), Paulo Belém (W), Margarida Cardoso (A Costa dos Murmúrios). Deu a voz a um filme de Edgar Pêra.

### Televisão
Para a televisão contou com participações pontuais, destacando os telefilmes Facas e Anjos, de Tiago Guedes; La Mort Est Rousse, de Christian Faure; 88, de Edgar Pêra; a série Bocage, de Fernando Vendrell.
Foi premiada no Festival Internacional de Cinema de Locarno, como Melhor Interpretação Feminina do ano de 1995, com Corte de Cabelo, de Joaquim Sapinho.

## Atuação
- Almeida Garrett RTP 2000 'Rosa Montufar'
- Uma Aventura SIC 2001 'incendiária'
- Bons Vizinhos TVI 2002 'Carla Ferreira'
- Inspector Max TVI 2004 'Adelaide Freitas'
- Bocage RTP 2006 'Nise'
- Morangos com Açúcar TVI 2006 'Vânia'
- Regresso a Sizalinda RTP 2010 'Telma'
- Voo Directo RTP 2011
- Mulheres TVI 2014 'enfermeira'
- A Única Mulher TVI 2015 'Dadinha'
- Os Nossos Dias RTP 2015
- Poderosas SIC 2015 'Ilda'